# Heterandria litoperas
Heterandria litoperas är en fiskart som beskrevs av Rosen och Bailey, 1979. Heterandria litoperas ingår i släktet Heterandria och familjen Poeciliidae. Inga underarter finns listade i Catalogue of Life.